# Doctor Cupid (film 1911)
Doctor Cupid è un cortometraggio muto del 1911. Il nome del regista non viene riportato nei credit del film che fu prodotto dalla Vitagraph. Aveva tra gli interpreti Carlyle Blackwell e John Bunny.

## Trama
Innamorata di Percy Primrose, Alice Linton trova in famiglia l'opposizione di suo padre, un uomo pratico che non crede che il giovane innamorato, un poeta, possa diventare un buon marito e un buon genero per lui. La ragazza, disperata, cade malata e sembra non ci sia alcun rimedio per lei. Il padre, allora, ricorre al medico di famiglia che, però, è stato già messo sull'avviso da Percy. Il dottore, per aiutare i due giovani, decide di curare l'ammalata facendola assistere da tale dottor Cupido che altri non è che Percy travestito. Il nuovo dottore sembra fare miracoli e Alice ritrova la salute e l'allegria. Il vecchio Linton, quando il falso medico gli chiede la mano della figlia, non ha niente da obiettare. E così, quando Percy si leva la parrucca rivelando di essere il temuto poeta, il genitore non può rimangiarsi la parola data, facendo felici i due giovani innamorati.

## Produzione
Il film fu prodotto dalla Vitagraph Company of America

## Distribuzione
Il film, un cortometraggio in una bobina, fu distribuito dalla General Film Company e uscì in sala il 10 gennaio 1911. Non si conoscono copie ancora esistenti della pellicola che viene considerata presumibilmente perduta.